# Alfa Romeo 1000 Aerfer
L'Alfa Romeo 1000 Aerfer est un modèle de trolleybus fabriqué en Italie par la division Véhicules Industriels Alfa Romeo V.I. du constructeur Alfa Romeo dans la première moitié des années 1960.
Ce trolleybus est caractéristique des années 1950/60 avec une longueur de 11 mètres et un volant à droite, obligatoire en Italie sur tous véhicules lourds jusqu'en 1974. L'accès à bord s'opère par deux portes doubles. Selon la tradition italienne de l'époque, Alfa Romeo V.I. a construit le châssis et la partie mécanique, Aerfer a réalisé la carrosserie selon le standard italien mais avec une esthétique définie par la société des transports en commun cliente, et l'équipement électrique provient de la société "OCREN" - Officina Costruzioni Riparazioni Elettromeccanica Napoletana, choisie par l'utilisateur. 
Ce modèle a été réalisé à la demande des deux sociétés de transport urbain de la ville de Naples, l'ATAN et la TPN. La fabrication des 110 exemplaires commandés s'étale de 1960 à 1963. Il est à noter que ces deux sociétés indépendantes ont exploité en parallèle les lignes de transport urbain de la ville en partageant quelques tronçons de lignes électriques et étaient toujours groupées lors des appels d'offres pour la fourniture des autobus et trolleybus.
L'ATAN devenue depuis "ANM", a commandé 84 trolleybus "Alfa Romeo 1000 Aerfer" qui sont restés en service pendant plus de 40 ans. Ils ont été immatriculés sous les références :
- série 8001-8078 : 78 unités, construites de 1960 et 1961, plaques NA-ANM-001 à 078, radiation en 2002.
- série 8301-8306 : 6 unités, construites en 1961, plaques NA-ANM-301 à 306, radiation en 2002.

La livrée d'origine est bi-verte, conformément aux codes couleur en vigueur en Italie. Les 84 trolleybus ont été transformés dans les années 1980 par la société "Sofer", qui a unifié le réseau des deux anciennes sociétés de transport, en orange avec une fine bande grise sous la ligne de vitrages - couleur règlementaire italienne pour les transports en commun urbains (cahier des charges Federtrasporti) - ainsi que les feux de signalisation, les vitres latérales et l'aménagement intérieur.

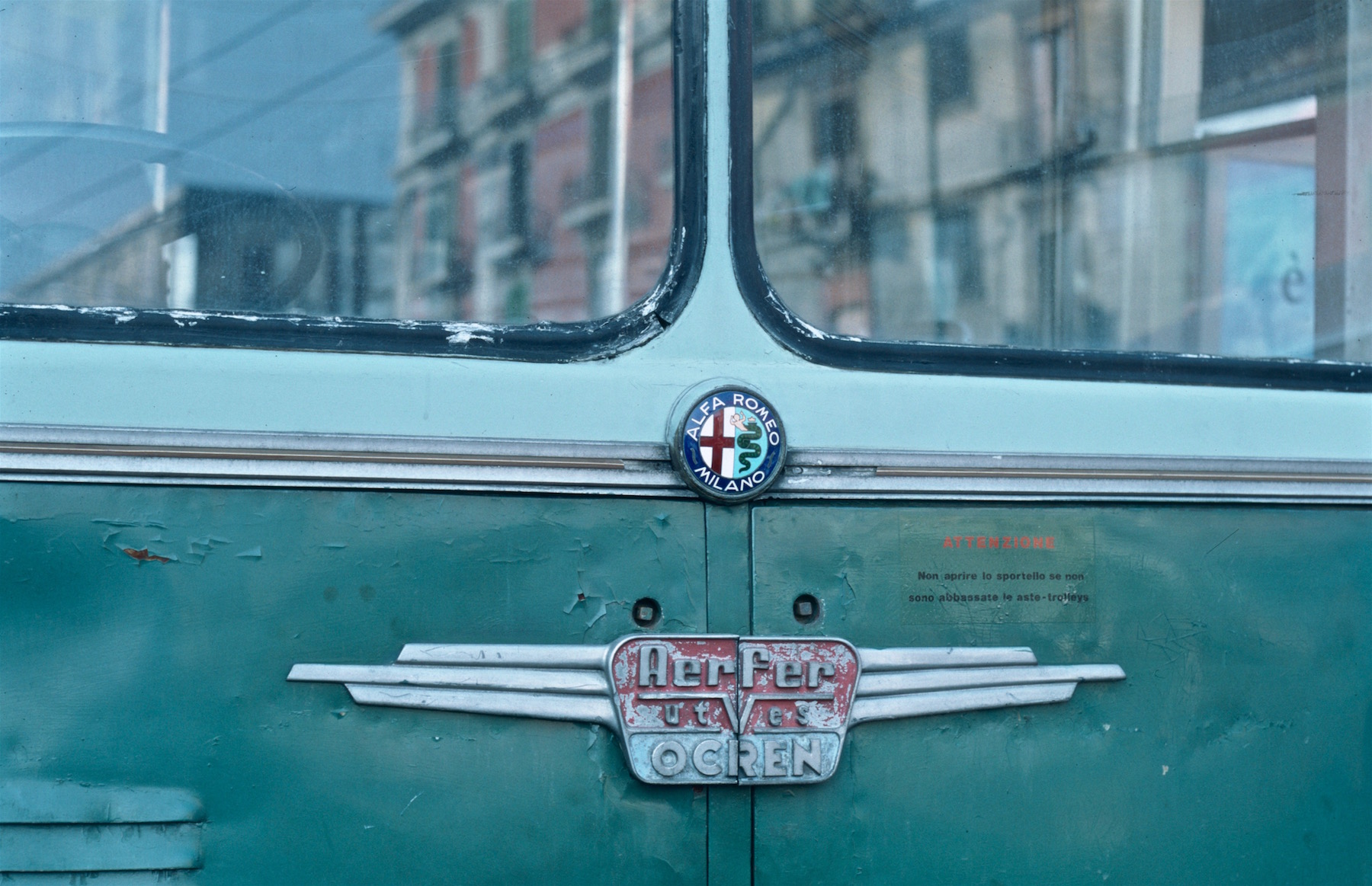
1962 Alfa Romeo Mille de CTP- Napoli (ex-TPN) avec des emblèmes Alfa Romeo, Aerfer et OCREN

L'autre société de transports en commun, "TPN", a acquis 26 exemplaires de ce modèle de trolleybus qui sont restés en service pendant plus de 40 ans.
- série 11-36 : 26 unités, construction 1962 et 1963, plaques NA-CTP-011 à 036, radiation en 2004.

De la même manière, la livrée d'origine respecte les couleurs règlementaires bi-vert qui deviendra orange dans les années 1980. La société "Sofer" a transformé ces unités comme celles de l'ex "ANM".

## Conservation
- L'ANM de Naples a restauré la voiture N° 8021 avec sa livrée bi-vert et ses fenêtres à crémaillère, pour les manifestations historiques. Ce véhicule a été exposé lors de l'inauguration des nouvelles lignes 201 et 202 de trolleybus. Deux autres unités sont préservées et en attente de la fin de restauration, les N° 8038 et 8306.

- Les huit derniers trolleybus « Alfa Romeo 1000 Aerfer » de l'ex TPN sont également en dépôt à Teverola les N° 15, 23, 24, 28, 32, 33, 34 et 36), tandis que la voiture N° 27 est conservée au dépôt de Naples Capodichino.

## Les trolleybus Alfa Romeo 1000 AF & F\PD
Les séries Alfa Romeo Mille AF & Mille F\PD sont des modèles de trolleybus construits par Alfa Romeo en 1963 et 1964. Ce sont les derniers modèles de trolleybus fabriqués par le constructeur italien.
Ces modèles reprennent les bases développées sur les autobus Alfa Romeo Mille AU. Les derniers exemplaires en service ont été radiés en 1984. Ces trolleybus ont été utilisés par les sociétés de transport urbain (ATM) des villes de Milan, La Spezia et Venise. Les versions les plus connues sont le “Mille AF” & “Mille F\PD” sous l'appellation Mille Aerfer, qui sont restées en service plus de 40 ans à Naples. Un certain nombre de modèles napolitains a été cédé à la ville d'Athènes où ils étaient encore en service en 2010.

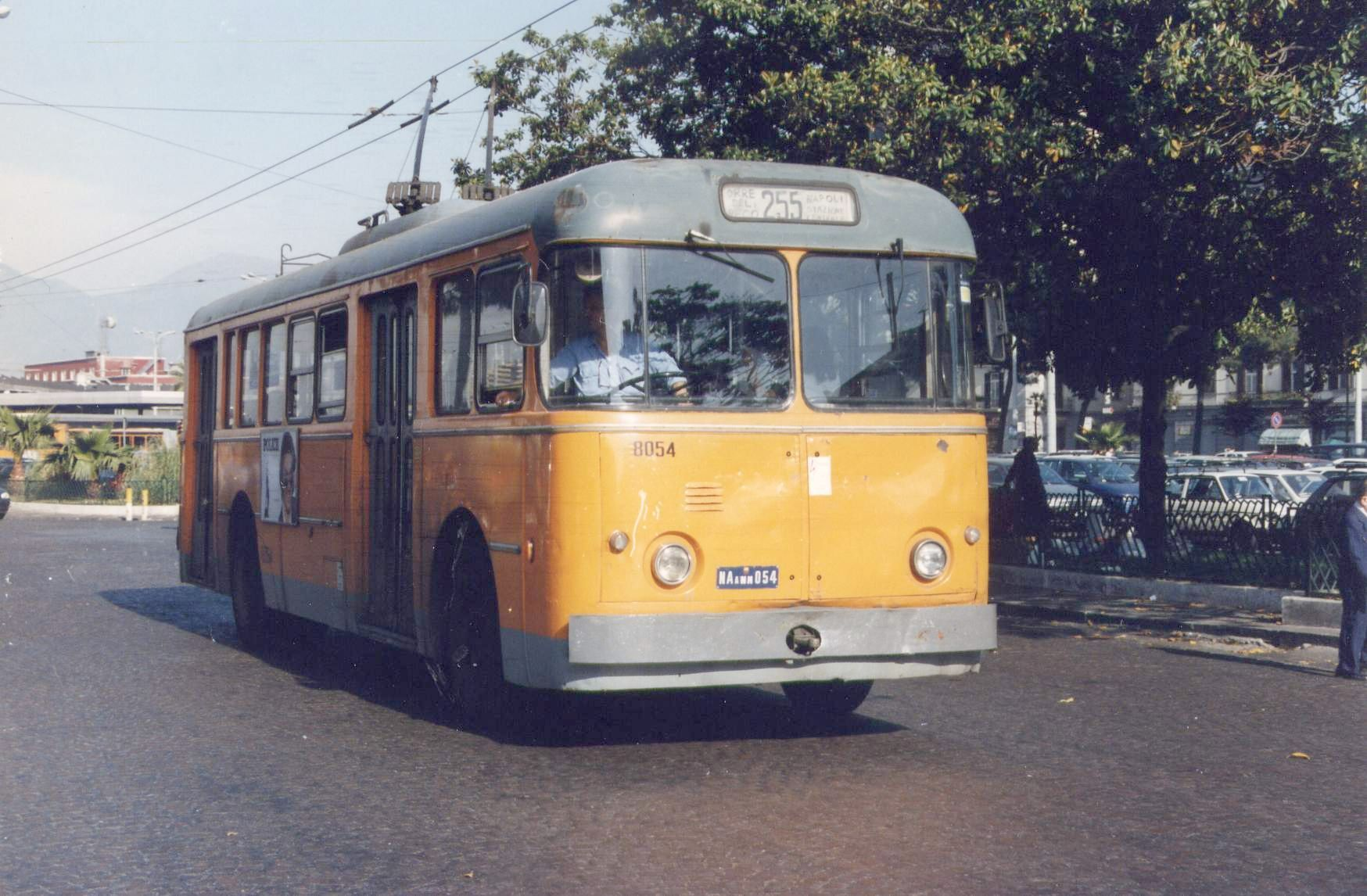
Trolleybus Alfa Romeo Mille Aerfer en livrée orange

La société des transports urbains de Naples a remplacé ses trolleybus Alfa Romeo par des AnsaldoBreda F19.
Le constructeur milanais n'a jamais cherché à exporter ce véhicule qui ne sera produit qu'à 1.005 exemplaires. Seule exception, une commande de la ville de Montevideo qui était déjà équipée de trolleybus Alfa Romeo 920 AF et qui commanda 50 exemplaires du Mille AF Aerfer 2 essieux et 40 AF Aerfer articulés, version exclusivement conçue et construite pour la capitale de l'Uruguay, Montevideo. 

## Le trolleybus Mille Montevideo articulé

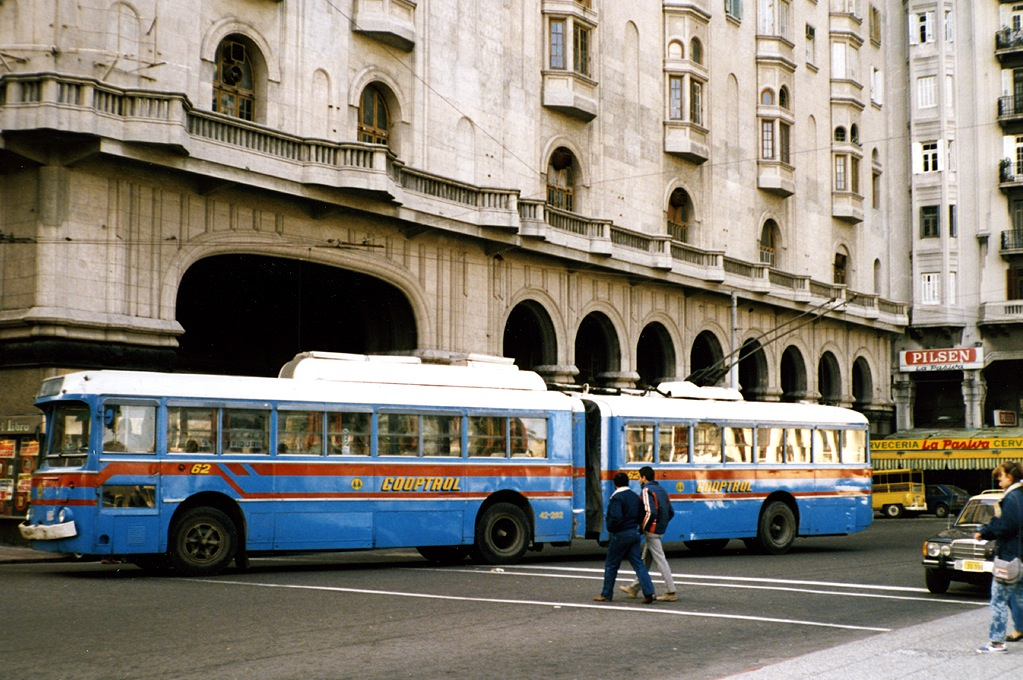
Trolleybus Alfa Romeo Mille AF Montevideo articulé en service à Monrevideo

Le constructeur milanais avait remporté un appel d'offres et exporté en mai 1952 une série de 250 exemplaires de son modèle de trolleybus 920 AF pour équiper la ville de Montevideo, capitale de l'Uruguay. Une exception car le constructeur public italien réservait la plus grande partie de sa production d'autobus et autocars au marché italien. Une commande spéciale de la ville de Montevideo de 50 exemplaires du "Mille AF Aerfer" à 2 essieux et 40 "Mille AF Aerfer" articulés, a été honorée. Cette version articulée a été exclusivement conçue et construite pour l'occasion et le modèle baptisé Mille AF Montevideo. 
Cette version articulée mobilisa plusieurs sociétés en Italie pour satisfaire les délais imposés. Alfa Romeo fabriqua la partie avant avec une partie des groupes mécaniques (essieu avant, direction), Fiat V.I. le reste de la mécanique, Ansaldo l'équipement électrique, Aerfer et Stanga les carrosseries.